# Commanderie de Duxford
La commanderie de Duxford se situait à Duxford, dans le Cambridgeshire, à environ 16 kilomètres au sud de la ville de Cambridge, au Royaume-Uni.

## Historique
L'établissement de la commanderie de Duxford semble remonter à un don de terres effectué par un membre de la famille Colville. À un chapitre tenu à Londres en 1273, Guy de Foresta, maître de la province d'Angleterre alloua à cette commanderie la rente d'une location sur certaines terres situées à Pampisford. Les témoins présents à ce chapitre sont frère Walter de Wilbraham et frère Baldwin d'Akeny. Il s'agit de la première référence relative à cette commanderie.

## Situation
L'ancienne chapelle templière de Duxford datant du XIIIe siècle était située au nord-est du village, à Whittlesford. La Taverne du Lion Rouge, construite au XIIIe siècle, était par le passé un hôpital pour les chevaliers templiers. Manoir des Templiers comprenait en 1308 un moulin, une chapelle, une grange et d'autres bâtiments de ferme. Il était probablement situé dans la zone appelée en 1823 Temple Close.